# Tetragnatha filigastra
Tetragnatha filigastra là một loài nhện trong họ Tetragnathidae.
Loài này thuộc chi Tetragnatha. Tetragnatha filigastra được Cândido Firmino de Mello-Leitão miêu tả năm 1943.